# 3083 OAFA
3083 OAFA — астероїд головного поясу, відкритий 17 червня 1974 року.
Тіссеранів параметр щодо Юпітера — 3,579.